# Frusen skuldra

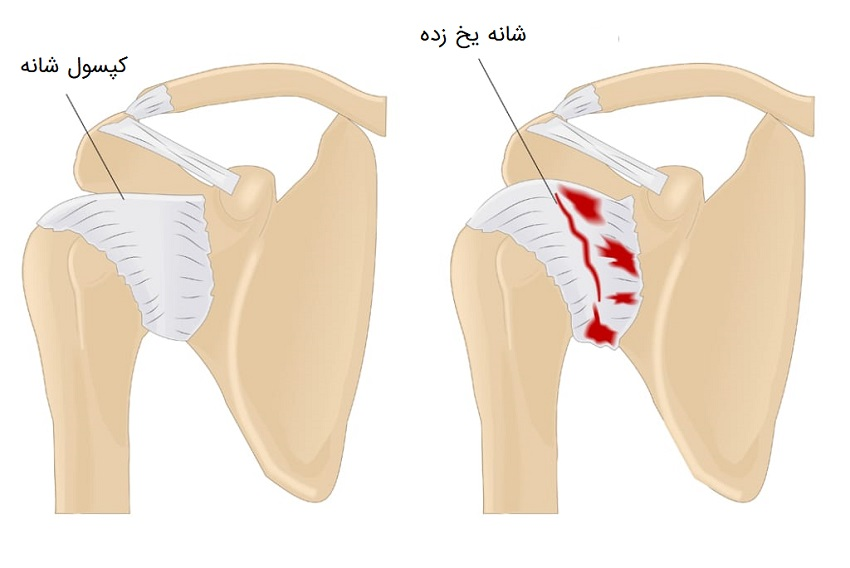
Illustration av inflammation och fibrotisering av ledkapsel till höger.

Frusen skuldra, även känd som adhesiv kapsulit och frusen axel, är ett smärtsamt tillstånd som kännetecknas av progressiv stelhet och förlust av rörelseomfång i axelleden. Tillståndet, vars exakta orsak ännu är oklar, utvecklas ofta gradvis och kan delas in i primär och sekundär typ. Den primära typen saknar en uppenbar utlösande faktor, medan den sekundära formen kan vara en följd av trauma, kirurgi, infektion eller inflammatorisk orsak.
Prevalensen av frusen skuldra varierar, men sjukdomen drabbar uppskattningsvis 2-5% av befolkningen och är särskilt vanligt hos individer mellan 40 och 70 år. Tillståndet är sällsynt hos människor yngre än 40 år. Studier visar att sjukdomen är vanligare hos personer med diabetes, där incidensen kan vara så hög som 10-30%. När det gäller könsskillnader varierar det i olika artiklar. Ungefär 20 procent av de drabbade uppskattas få frusen axel även på andra sidan. Återfall i samma axel är också möjligt, särskilt hos diabetiker. Ungefär 14 procent kan få frusen axel i båda axlarna samtidigt. 

## Patofysiologi
Patofysiologin bakom adhesiv kapsulit, är en intrikat och komplex process som initieras med inflammation i axelleden. Denna inflammation ger upphov till en kedja av händelser, vilket leder till en inflammatorisk-fibrotisk kaskad. Inom denna kaskad sker en ökning av kroppens produktion av inflammatoriska signalämnen, såsom cytokiner. Dessa cytokiner stimulerar inte bara tillväxten av nya celler och blodkärl utan även utvecklingen av nya nerver i det drabbade området. Detta bidrar till smärtan som upplevs i axeln.
I denna process sker även en betydande förändring i vävnaden som omger axelleden, särskilt i synovialhinnan. Här ökar produktionen av kollagen, vilket resulterar i att vävnaden blir fötjockad och stelare. Denna patologiska förändring är ansvarig för den begränsade rörligheten och smärtan i axeln. Dessutom avslöjar ytterligare forskning att förändringarna inkluderar transformation av fibroblaster till myofibroblaster, en process liknande Dupuytrens kontraktur, med den fibrotiska processen (bildning av ärrvävnad) är främst begränsad till den främre delen av synovialhinnan.
Trots att denna inflammatoriska-fibrotiska kaskad och dess effekter på axelvävnaden är väldokumenterade, finns det fortfarande mycket att lära om de exakta mekanismerna bakom adhesiv kapsulit. De specifika utlösande faktorerna för denna sjukdomsprocess är fortfarande oklara. Pågående forskning syftar till att bättre förstå dessa underliggande mekanismer och utveckla nya behandlingsmetoder för att hantera detta smärtsamma och funktionsnedsättande tillstånd.

## Diagnos
Diagnostiken av frusen skuldra, är i huvudsak klinisk och baseras på patientens symtom och fynd vid fysisk undersökning. Tillståndet kan delas in i primär och sekundär frusen skuldra. Vid en primär frusen skuldra finns ingen uppenbar anledning till smärtan och stelheten. Vid en sekundär frusen skuldra kan en bakomliggande orsak påvisas som exempelvis trauma, infektion eller inflammatoriskt tillstånd. 
Patienter med primär frusen skuldra rapporterar en smygande debut av smärta och stelhet i axeln utan uppenbar orsak. Smärtan är vanligen diffust lokaliserad runt axeln och kan stråla ner i armen. Smärtan är ofta besvärlig på natten när patienten ligger på den drabbade sidan.  
Vid undersökning av axeln finner man begränsning av både aktivt och passivt rörelseomfång i åtminstone två plan. Förlust av utåtrotation i axelleden, med armen vid sidan är ett av de tidigaste tecknen.  
Sjukdomsförloppet genomgår tre faser:
1. Frysningsstadiet: Karakteriseras av successivt tilltagande smärta. Då rörelsebegränsningen i detta stadium är diskret, kan tillståndet misstas för att vara ett problem relaterat till rotatorkuffen. Denna fas kan vara i 2-6 månader.
2. Fruset stadie: Detta stadium karakteriseras av både smärta och stelhet. Tidigt i detta stadium kan smärtan vara mera uttalad än stelheten och i slutet av stadiet är i regel stelheten mer uttalad än smärtan. Detta stadium kan vara i 4-12 månader.
3. Upptiningsstadiet: Detta stadium karakteriseras av lite smärta och gradvis minskad stelhet. Detta stadium kan vara i 6-26 månader.[4]

## Prognos
Prognosen är i allmänhet god, även om tillståndet kan vara långvarigt och ofta smärtsamt. Majoriteten av patienterna upplever en gradvis förbättring och återhämtar sig inom 12 till 24 månader, även om vissa kan uppleva symtom i längre perioder. Det är dock inte ovanligt att viss grad av rörelsebegränsning eller obehag kvarstår även efter att tillståndet har förbättrats. 
I de flesta fall löser sig tillståndet med konservativ behandling, som kan inkludera fysioterapi, smärtlindring och ibland kortisoninjektioner. Kirurgiska ingrepp som artroskopisk kapsulär frigöring eller manipulation under anestesi kan övervägas för de fall där konservativ behandling inte ger tillräcklig lindring efter 6–9 månader.
Det är viktigt att notera att personer med underliggande sjukdomar som diabetes eller sköldkörteldysfunktion kan uppleva ett mera utdraget sjukdomsförlopp och har en högre risk för återfall, antingen i samma eller i den motsatta axeln. 

## Behandling

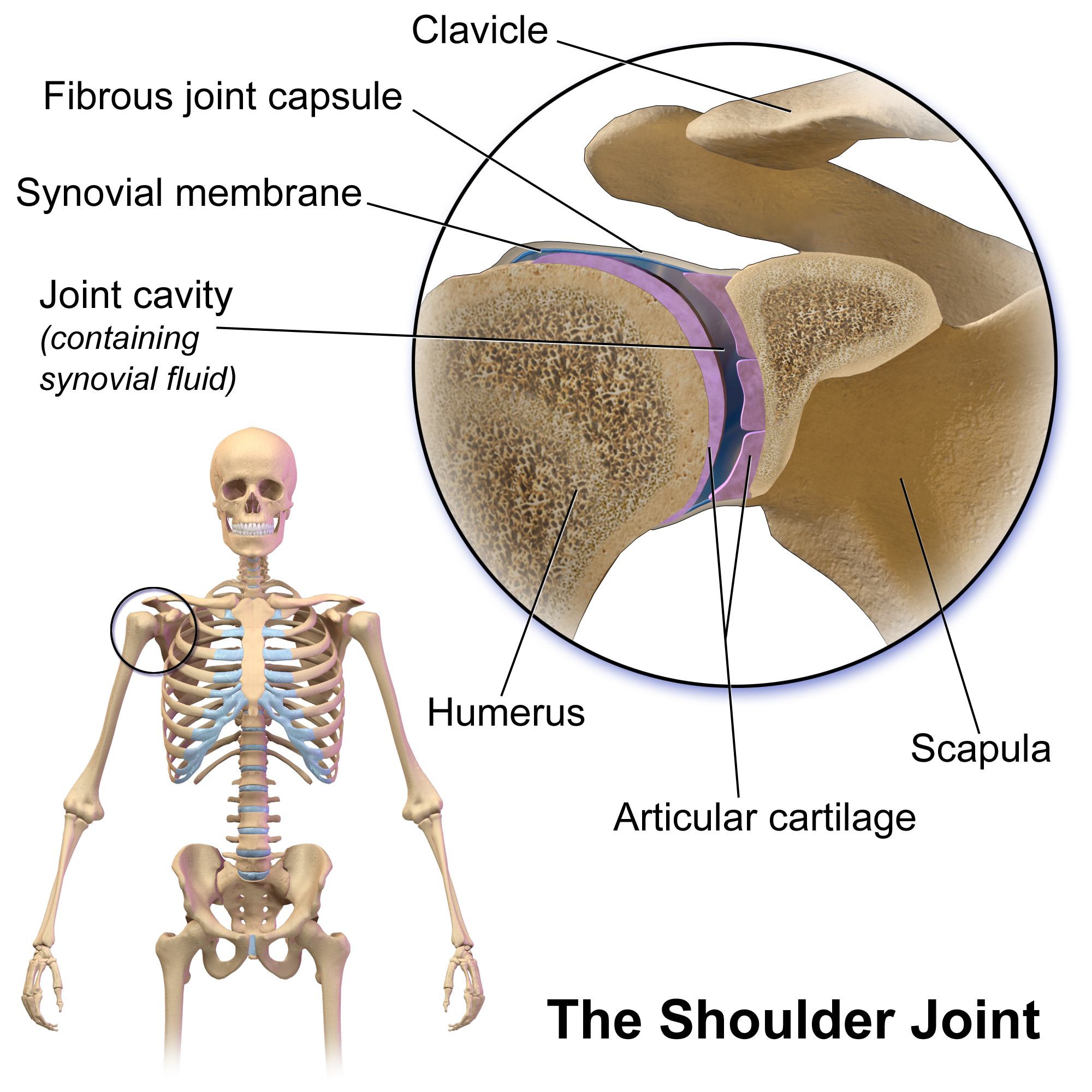
Glenohumeralleden

### Konservativ
Lokala kortisoninjektioner: Har visat god effekt på smärta och funktion, särskilt i den första inflammatoriska fasen. Dock omtvistat om injektionen ska sättas subacromiellt eller intraartiklärt (i glenohumeralleden), om behandlingen ska utföras flera gånger, vilken typ av kortison som ska användas. Denna åtgärd kan vara bättre än fysioterapi och orala kortisontabletter. Kortisoninjektioner kan leda till tillfälligt ökade nivåer av blodsocker hos diabetiker, nyttan anses dock överstiga risker. Behandlingen ska inte ges till patienter med okontrollerad diabetes. En review och metaanalys av randomiserade kontrollerade studier från 2016, visade att en intraartikulär kortisoninjektion i glenohumeralleden var säker och medförde god smärtlindring.
Fysioterapi: Åtgärderna kan vara olika beroende på i vilken fas sjukdomen befinner sig i. I den mest inflammatoriska fasen är det viktigt med ergonomi, avlastning och smärtlindring. Senare i förloppet kan behandlingen inriktas på mobilisering och styrka.
Hydrodilatation: Metoden innebär injektion av saltlösning, steroider och lokalanestetika i glenohumeralleden för att utvidga ledkapseln och bryta tidig intrakapsulär fibros, vilket hjälper till att förbättra rörelseomfånget (ROM). En enstaka procedur har visat sig vara överlägsen placebo för att förbättra röresleförmåga, smärta och funktion på kort sikt. Upprepade behandlingar efter 2 veckor ger dock ingen ytterligare effekt jämfört med en enstaka behandling. Dessutom kanske denna behandling inte erbjuder någon fördel jämfört med intraartikulära steroidinjektioner.
Stötvågsbehandling: Har åtminstone på kort sikt visats ha effekt på smärta och rörelseförmåga. 
Akupunktur: Några studier har visat viss effekt på smärta och rörelseförmåga, men det vetenskapliga stödet är svagt för denna behandling.
I en review från 2021, där man sammanställde resultat från randomiserade kontrollerade studier, påvisades ingen meningsfull skillnad mellan olika behandlingsmetoder som:
- metoder inom fysioterapi
- kortisoninjektioner
- manipulation under narkos
- artroskopisk kapselrelease.

Skillnaden mellan metoderna och endast stödjande behandling var liten och inte nådde tröskeln för klinisk relevans. De kom också fram till att det fanns ett kunskapsgap vad gäller effekt av hydrodilatation.